# بحر طویل (عروض)

بحر طویل

بحرِ طَویل در اصطلاح عروضی، به بحر شعری مختلف‌الارکان از ترکیب و تکرار دو رکن «فَعولُن» (U - -) و «مَفاعیلُن» (U - - -) یا زحافات آنها تشکیل شده‌است. طویل در لغت به معنی دراز است و این بحر درازترن بحرهای شعر عرب است. (فعولن مفاعیلن - وتد مقرون، سبب خفیف / وتد مقرون، دو سبب خفیف «°°|°|/°°|°|°| /ᴗ – –/ᴗ – – –»)

بحر طویل، از اوزان عروضی مشترک میان شعر فارسی و شعر عربی است که با وجود بسیار کاربردی بودن حالت سالم و زحافات آن در شعر عربی، از بحرهایی است که در زبان فارسی بسیار کم کاربرد بوده و تنها حالت سالم آن به کار برده می‌شود. 

وزن کامل و سالم آن:
فعولن مفاعیلن فعولن مفاعیلن (ل - - |ل - - - |ل - - |ل - - -): بحر طویل مثمن سالم
ز دل نالهٔ مرغی شنیدم سحرگاهی / که بر یاد معشوقی کشید از جگر آهی (مهدی الهی قمشه‌ای)

## زحافات
زحاف (تغییر) مشهور بحر طویل شعر فارسی، قَبض از مفاعیلن: (مفاعلن: مقبوض) است.

## اوزان
اوزان پرکاربرد بحر طویل:
- فعولن مفاعیلن فعولن مفاعیلن: بحر طویل مثمن سالم*
- فعولن مفاعیلن فعولن مفاعلن: بحر طویل مثمن مقبوض*

نمونه‌ای از کاربرد این بحر در غزلی از اوحدی مراغه‌ای:
| من از مادری زادم که پارم پدر بود او  |  | شدم خاک آن پایی کزین پیش سر بود او       |
| ز عالم همی جستم نشان دل آرایش        |  | چو عالم شدم بر وی ز عالم به در بود او    |
| از آن راه بین گشتم که هر جا رخ آوردم |  | دلم را دلیل ره، مرا راهبر بود او         |
| ز خاطرت نرفت آن نقش و از دل نشد خالی |  | کجا رفتی از خاطر؟ که نقش حجر بود او      |
| قمروار حالم ار کمابیش بود چندی       |  | شد امسال شمس آن مه، که عمری قمر بود او   |
| ز بس قطره باران که فیضش فراهم زد     |  | چو دریا شد آن آبی، که وقتی شمر بود او    |
| من آن نقد عرضی، کش درین فرش بنهفتم   |  | نه از خاک شد تیره، نه ازنم، که زر بود او |
| نه عقلم بسی گفتی، مکن یاد او دیگر؟   |  | که اندر طریق ما عجب بی‌خبر بود او!        |
| مجوی اوحدی را تو ز من کندر آن ساعت   |  | که من بار می‌بستم، به جانبی دگر بود او    |